# 堀田季何
堀田 季何（ほった きか、1975年12月21日 - ）は、日本の文芸家（俳人、歌人、詩人、翻訳家、評論家）。東京都生まれ、東京都、広島県、米国などで育つ。本名、勤務・所属先（文芸関係以外）非公開。

## 来歴
ブラウン大学、東京大学大学院などで学ぶ。小中高大を通じて英語で教育を受け、中学時代から英語で自由詩、日本語で短歌を書いていた。米国より帰国後に短歌、俳句、連句と本格的に取組むようになる。文芸家として、2015年、日本芸術文化国際交流財団「日・アラブ首長国連邦（UAE）芸術家・文化人等交流事業」の平成26年度事業・作家交流プログラムによりアラブ首長国連邦に派遣される。2023年、G20ニューデリー・サミット（en:2023 G20 New Delhi summit）のインド政府主催「G20文化プロジェクト」において、公式詩歌アンソロジー『Under the Same Sky: A G20 Anthology of Poems』（インド文化省及びサヒティヤ・アカデミー（国家文学アカデミー）の共同出版）に、日本代表作家として俳句作品で参加。日本文藝家協会会員。

### 俳句
「澤」「吟遊」各同人、世界俳句協会監事を経て、現在、「楽園」主宰、現代俳句協会常務理事（2015年3月末まで青年部委員、2019年夏より幹事・IT部長。法人化に伴い、幹事から理事に。IT部長から新設の社会事業部長に異動。2024年3月に常務理事）、国際俳句協会理事。NHK俳句選者（2024年度～）、南日本新聞南日俳壇選者、兜太現代俳句新人賞選考委員（第40回～）、全国俳誌協会新人賞選考委員（第3回～）、鈴木六林男賞選考委員（第1回～）、俳句甲子園審査員長（第26回～）、伊藤園お〜いお茶新俳句大賞審査員（第35回～）、詩歌トライアスロン選者（第6回～）、全国視覚障害者文芸大会審査員（第50回～）、GHOC現代俳句オープンカレッジ講師。過去に、第15回北斗賞選考委員、第2回カクヨム短歌・俳句コンテスト選者、第67回全国俳句山寺大会選者（山寺芭蕉記念館）、第27回ことばの祭典選者（仙台文学館）、センバツ！全国高校生即吟俳句選手権審査員、笠間書院「季何学研究所」所長代理、poecrival選者。
2010年、第3回芝不器男俳句新人賞齋藤愼爾奨励賞受賞。結社賞として第13回澤新人賞受賞。2016年、アラブ首長国連邦の出版社より日英亞対訳句集『Arabia』（邦題：亞剌比亞）を刊行。2018年、「俳句王国がゆく」北海道浦河町編俳句チャンピオン。2021年、句集『星貌』及び句集『人類の午後』を刊行。2022年、『人類の午後』で第72回（令和3年度）芸術選奨文部科学大臣新人賞、第77回現代俳句協会賞、第3回高志の国詩歌賞受賞。
外国語俳句においては、「草枕」国際俳句大会外国語部門大賞、龍谷大学青春俳句大賞英語部門最優秀賞（別の筆名による）。2011年、第2回東京ポエトリー・フェスティバルに英語作品（一部日本語）で参加。同詩祭では、自作の朗読の他、俳句の神話性についてのミニ講演、参加詩人の通訳、参加詩人による作品の翻訳を行っている。
2012年、モンテネグロに招聘され、第42回ラトコヴィッチ国際詩祭（正式名称は「ラトコヴィッチの詩的な夕方」）に参加、日本語俳句と英語俳句を朗読。2014年秋にはベトナムのハノイで日本語俳句の英訳を朗読。2016年3月にはUAEに招聘され、エミレーツ航空文学祭2016に参加、来日経験のある現地詩人二名との鼎談や英国詩人たちとの俳句朗読（日英）を行う。2023年5月、スウェーデン俳句協会に招待され、現地及びデンマークの俳人に日本の現代俳句及び俳句事情を紹介した上、作品朗読及び翻訳を通じた俳句交流を行う。2023年6月、国際対がん連合のスイス・ジュネーヴ本部にて、がんと俳句についての講演を英語で行う。

### 短歌
短歌は春日井建に師事。同時に中部短歌会入会（現在、同人）。結社賞として中部短歌会新人賞受賞。2009年、第2回石川啄木賞（短歌部門）受賞。2015年、歌集『惑亂』を刊行。2016年、同集により平成28年度日本歌人クラブ東京ブロック優良歌集賞受賞。現代歌人協会会員、日本歌人クラブ会員。2024年、ネット歌枕発掘プロジェクト選者（角川文化振興財団）。2024年10月、韓国の清道国際時調大会に招聘され、上代から現代に至る和歌の変遷について講演。日本現代詩歌文学館振興会評議員（短歌担当）。

### 詩歌翻訳
翻訳家としては、主に短歌、俳句、自由詩の翻訳を行っており、国内外の媒体に掲載されている。2019年、英訳を行った岡井隆歌集『伊太利亜』の日本語・英語・ドイツ語対訳版を砂子屋書房から刊行（独訳は中川宏子）。2025年、『広島・長崎・沖縄からの永遠平和詩歌集』（コールサック社）の俳句英訳を担当。
逆に、日本語俳句や英語俳句は、他者によって翻訳されることもあり、多数の言語に翻訳されている（英語、フランス語、中国語、リトアニア語、モンテネグロ語、ルーマニア語、マジャル語、ベトナム語、アラビア語等）。 その他、米国の詩人John Bloomberg-Rissmanによるコラージュ形式の連作詩「In the House of the Hangman 693 & 694」に作品5句の英語版が使用されている。

## 人物
- 野村千春は父方の大叔母（叔祖母）。巽聖歌、周郷博は父方の大叔父（叔祖父）。[25]河合二湖は母方の従妹（人生で会ったことは「十指に数えるほどしか」ないらしい）。[26]
- 2017年4月15日、ツイッターにて性別不合を公表。後年、軽度の性分化疾患も共著書で追加公表。

## 著書

### 詩歌集
- 歌集『惑亂』 書肆侃侃房 2015.9 ISBN 9784863851993 前書・平岳大、解説・大塚寅彦、装画・笙瑞枝　正字・歴史的仮名遣い
- 句集『Arabia: 99 Haiku』（邦題『亞剌比亞』）（日本語・英語・アラビア語対訳版）Qindeel 2016.3 ISBN 9789948138280　日本語創作及び英訳・堀田季何、アラビア語訳・Qindeel社提供　デザイン・寺井恵司　新字・歴史的仮名遣い
- 句集『星貌』邑書林 2021.8 ISBN 9784897099088 デザイン・寺井恵司　新字・新仮名遣い（附録は新字・歴史的仮名遣い）
- 句集『人類の午後』邑書林  2021.8 ISBN 9784897099064 枝折・宇多喜代子・高野ムツオ・恩田侑布子、装釘・寺井恵司　正字・歴史的仮名遣い

### 単著（詩歌集以外）
- 『俳句ミーツ短歌』笠間書院  2023.4 ISBN 9784305709851 装画・長崎訓子  装幀・室田潤

### 翻訳
- 岡井隆歌集『伊太利亜』（日本語・英語・ドイツ語対訳版）砂子屋書房 2019.10 ISBN 9784790417354 英訳・堀田季何、独訳・中川宏子
- 『Perpetual Peace Poems from Hiroshima, Nagasaki, and Okinawa』（『広島・長崎・沖縄からの永遠平和詩歌集』（英語版））コールサック社 2025.6 ISBN 9784864356602 俳句英訳

### 共著／アンソロジー
- 『第2回東京ポエトリー・フェスティバルと第6回世界俳句協会大会2011 アンソロジー』（東京ポエトリー・フェスティバル協議会／世界俳句協会編）七月堂 2011.9 ISBN 9784879441812[27] 作品及び翻訳所収
- 『世界俳句協会アンソロジー2011』（世界俳句協会）七月堂 2011.9 ISBN 9784879441836 作品所収
- 『草獅子 vol.1』双子のライオン堂 2016.11 ISBN 9784990928308 作品所収
- 『新興俳句アンソロジー 何が新しかったのか』（現代俳句協会青年部編）ふらんす堂 2018.12 ISBN 9784781411361 俳論所収
- 『アジアの多文化共生詩歌集 ―シリアからインド・香港・沖縄まで』コールサック社 2020.7 ISBN 9784864354417 作品所収
- 『パフェ沼』ビーナイス 2020.12 ISBN 9784905389453 作品所収
- 『女性とジェンダーと短歌　書籍版「女性が作る短歌研究」　水原紫苑・編』短歌研究社 2022.1 ISBN 9784862726988 歌論所収
- 『LGBTとキリスト教　20人のストーリー』（監修・平良愛香）日本キリスト教団出版局 2022.3 ISBN 9784818411005 文章所収　－　第9回おふぃす・ふじかけ賞[28]、キリスト教書店大賞2023[29]
- 『闘病・介護・看取り・再生詩歌集』コールサック社 2022.10 ISBN 9784864355391 作品所収
- 『われらはすでに共にある』現代書館 2023.8 ISBN 9784768459478 文章所収
- 『広島・長崎・沖縄からの永遠平和詩歌集』コールサック社 2024.8 ISBN 9784864356268 作品所収
- 川野里子『短歌って何?と訊いてみた : 川野里子対話集』本阿弥書店 2025.1 ISBN 9784776816973 対話所収

### 序文／跋文／栞文／解説／帯文／協力
- 有沢螢歌集『縦になる』短歌研究社 2022.6 ISBN 9784862727022 協力
- 澤本佳歩歌集『カインの祈り』明眸社 2023.3 ISBN 9784909199263 栞文
- 中川宏子歌集『かぼちやに変はる』KADOKAWA 2024.5 ISBN 9784048845847 栞文
- 土井探花句集『地球酔』現代俳句協会 2023.11 ISBN 9784909520609 帯文
- 高橋睦郎句集『花や鳥』ふらんす堂 2024.2 ISBN 9784781416052 栞文
- 中村和弘句集『荊棘』ふらんす堂 2024.11 ISBN 9784781417080 栞文
- 董振華編『語りたい俳人　師を語る友を語る ―24人の証言（上）』コールサック社 2025.3 ISBN 9784864356459 帯文
- 董振華編『語りたい俳人　師を語る友を語る ―24人の証言（下）』コールサック社 2025.3 ISBN 9784864356466 帯文
- 安修賢編訳『韓国現代時調四歌仙集』水声社 2025.3 ISBN 97848010-08588 推薦文